# Vechtarend

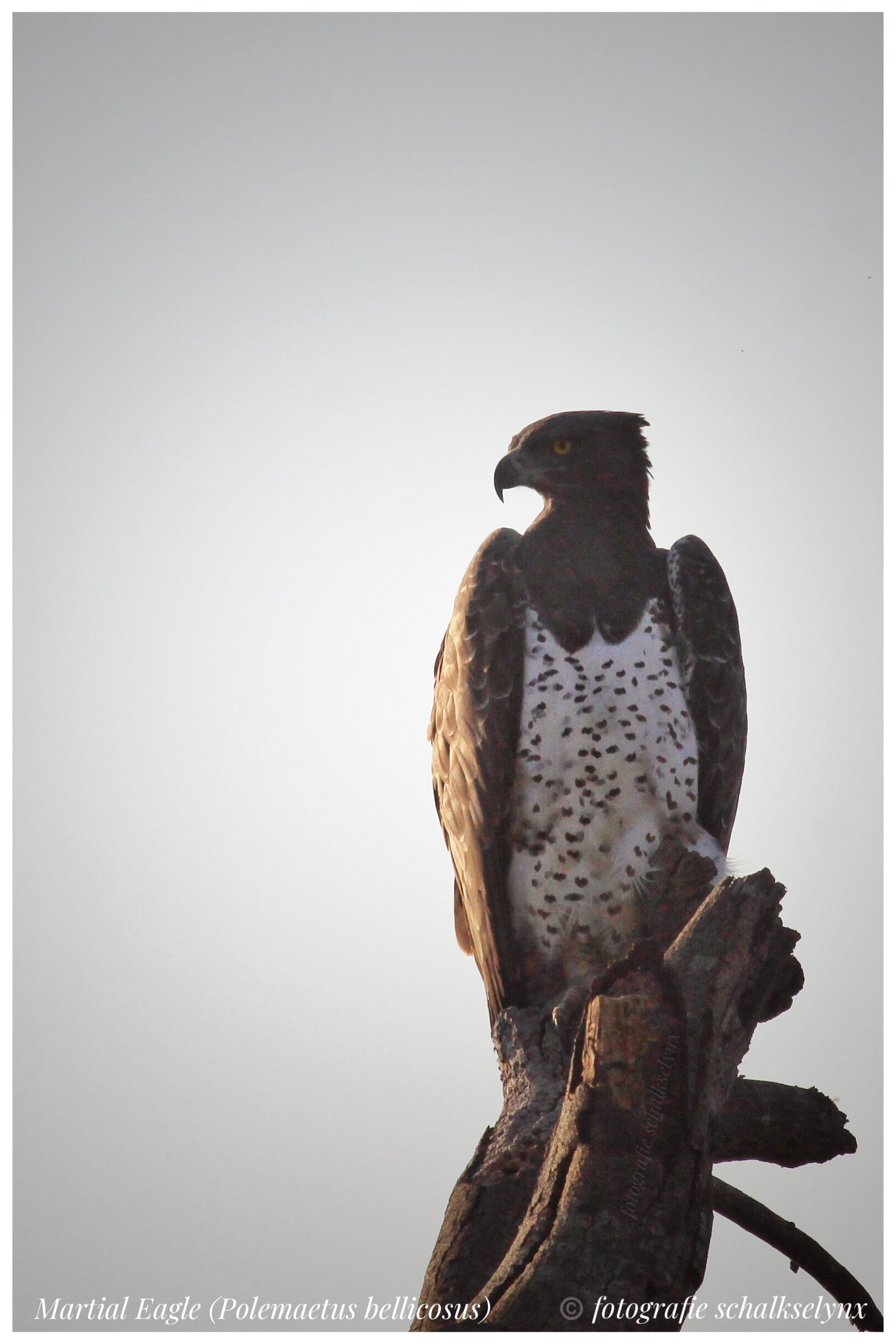
Afbeelding gemaakt in het Krugerpark (Zuid-Afrika)

De vechtarend (Polemaetus bellicosus) is een vogel die behoort tot de familie der Accipitridae van haviken en adelaars. Het is de enige soort uit het monotypische geslacht Polemaetus en komt alleen voor in Sub-Saharisch Afrika.

## Kenmerken
De vechtarend is 78 tot 86 cm lang en weegt tussen de 3,0 en 6,2 kg en heeft een spanwijdte van gemiddeld 212 cm. Het is een vrij grote arend, dat wil zeggen gemiddeld kleiner dan de Europese Zeearend (4-5 kg; spanwijde 200 tot 245 cm). In zit is het een breedgeschouderde en daardoor indrukwekkende arend, met donkerbruine bovendelen, kop en borst en een forse zwarte snavel. De buikzijde is wit met grote donkere spikkels, de ondervleugels zijn donkerbruin. Aan de achterzijde van de kop bevindt zich een korte kuif.

## Leefwijze
De vechtarend kan prooien groter dan zichzelf doden, zoals bijvoorbeeld een jonge antilope of een jong wrattenzwijn. Zijn vaste prooien zijn echter gewervelde dieren die tussen de 1 en de 5 kg wegen, zoals hazen, mangoesten en varanen. De arend predeert ook op pluimvee en ander klein vee. Bij mooi weer zeilt hij langdurig rond op zoek naar prooi om daarna plotseling in een lange ondiepe duik achter een prooi aan te jagen, daarbij soms gebruikmakend van dekking.

## Voortplanting
Vechtarenden zijn monogame vogels en vormen paren voor het leven. Het wijfje maakt de nestelplaats boven in een boom, ze legt daarin één ei waarop ze 47 tot 51 dagen broedt. Het ei komt vroeg in het droge seizoen uit, zodat de jonge vogel in het natte seizoen, als er genoeg voedsel is, veren krijgt. Na 96 tot 99 dagen verlaat het jong het nest, maar onvolwassen vogels blijven 8 tot 12 maanden afhankelijk van de ouders.

## Verspreiding en leefgebied
Deze soort komt voor in Afrika, bezuiden de Sahara in open landschappen, van halfwoestijnen en steppen tot laaggebergten en bossavannes.

## Status
De vechtarend heeft een groot verspreidingsgebied en daardoor is de kans op uitsterven beperkt. De grootte van de wereldpopulatie werd in 2001 grof geschat op enkele tienduizenden. Deze arend gaat in aantal achteruit door vervolging. De vogel wordt geschoten, gevangen en vergiftigd; verder vallen slachtoffers door elektriciteitsleidingen en gaat de wildstand in het leefgebied achteruit. Bijvoorbeeld in West-Afrika ontbreken grote zoogdierpopulaties en neemt de bevolking sterk in aantal toe. Om deze redenen staat deze arend als bedreigd op de Rode Lijst van de IUCN.